# 佩赫切沃市鎮

所在位置

佩赫切沃市镇是北馬其頓共和國的一個市镇，位於該國最東端，行政中心为佩赫切沃。該市镇北接代尔切沃市镇，東臨保加利亞，南毗贝罗沃市镇，總面積207平方公里，2020年人口7,070。 

## 外部連結
- Municipality of Pehcevo on a Macedonian general information Site （页面存档备份，存于）